# 29764 Panneerselvam
29764 Panneerselvam è un asteroide della fascia principale. Scoperto nel 1999, presenta un'orbita caratterizzata da un semiasse maggiore pari a 2,6574206 UA e da un'eccentricità di 0,0453878, inclinata di 4,23936° rispetto all'eclittica.